# Пол ді Реста
Пол ді Реста (англ. Paul di Resta, нар. 16 квітня 1986, Вест-Лотіан, Шотландія) — шотландський пілот автогоночної серії Формула-1 у складі команди «Форс Індія».
Пол походить з сім'ї вихідців з італійської Тоскани, як і його двоюрідні брати Даріо та Марино Франкітті.

## Результати виступів

### Результати виступів у Формулі-1
| Сезон | Команда             | Шасі              | Двигун                  | 1      | 2        | 3        | 4        | 5        | 6      | 7      | 8      | 9        | 10       | 11       | 12       | 13      | 14       | 15     | 16     | 17     | 18     | 19     | 20     | Місце | Очки |
| ----- | ------------------- | ----------------- | ----------------------- | ------ | -------- | -------- | -------- | -------- | ------ | ------ | ------ | -------- | -------- | -------- | -------- | ------- | -------- | ------ | ------ | ------ | ------ | ------ | ------ | ----- | ---- |
| 2010  | Force India F1 Team | Force India VJM03 | Mercedes FO 108X 2.4 V8 | БАХ    | АВС тест | МАЛ тест | КИТ тест | ІСП тест | МОН    | ТУР    | КАН    | ЄВР тест | ВЕЛ тест | НІМ      | УГО тест | БЕЛ     | ІТА тест | СІН    | ЯПО    | КОР    | БРА    | АБУ    |        | -     | -    |
| 2011  | Force India F1 Team | Force India VJM04 | Mercedes FO 108X 2.4 V8 | АВС 10 | МАЛ 10   | КИТ 11   | ТУР Схід | ІСП 12   | МОН 12 | КАН 18 | ЄВР 14 | ВЕЛ 15   | НІМ 13   | УГО 7    | БЕЛ 11   | ІТА 8   | СІН 6    | ЯПО 12 | КОР 10 | ІНД 13 | АБУ 9  | БРА 8  |        | 13    | 27   |
| 2012  | Force India F1 Team | Force India VJM05 | Mercedes FO 108X 2.4 V8 | AUS 10 | MAL 7    | CHN 12   | BHR 6    | ESP 14   | MON 7  | CAN 11 | EUR 7  | GBR Схід | GER 11   | HUN 12   | BEL 10   | ITA 8   | SIN 4    | JPN 12 | KOR 12 | IND 12 | ABU 9  | USA 15 | BRA 19 | 14    | 46   |
| 2013  | Force India F1 Team | Force India VJM06 | Mercedes FO 108X 2.4 V8 | AUS 8  | MAL Схід | CHN 8    | BHR 4    | ESP 7    | MON 9  | CAN 7  | GBR 9  | GER 11   | HUN 18†  | BEL Схід | ITA Схід | SIN 20† | KOR Схід | JPN 11 | IND 8  | ABU 6  | USA 15 | BRA 11 |        | 12    | 48   |

* Сезон триває.

† Пілот не зміг завершити перегони але був класифікований подолавши понад 90% дистанції.